# 滋賀県立八日市高等学校
滋賀県立八日市高等学校（しがけんりつ ようかいちこうとうがっこう）は、滋賀県東近江市八日市上之町にある公立の高等学校。地元での略称は八日市高（ようかいちこう）。

## 概要
滋賀県立八日市中学校（旧制中学校）および神崎郡立神崎実業学校（旧制中等教育学校）を前身とする。 普通科設置。

## 沿革
八日市高等学校の創成期は、いくつかの学校が設立・統廃合されたり、名称が変更されたりとかなり複雑である。
- 1907年（明治40年） - 旧制神崎郡立神崎実業学校設置。
- 1910年（明治43年） - 旧制神崎郡立神崎実業学校を旧制神崎郡立神崎商業学校と改称。
- 1920年（大正9年） - 旧制滋賀県立八日市中学校設置（現在の八日市高校はこちらの流れをくむ）。
- 1928年（昭和3年） - 滋賀県立八日市中学校にてプール竣工。
- 1944年（昭和19年） - 旧制神崎郡立神崎商業学校を旧制滋賀県立神崎農学校と改称。
- 1948年（昭和23年） - 学制改革、滋賀県立八日市中学校（普通部）と滋賀県立神崎農学校（農業部）の合併により滋賀県立神崎高等学校設置。
- 1949年（昭和24年） - 滋賀県立愛知高等学校との統合により滋賀県立神愛高等学校八日市校舎設置。
- 1951年（昭和26年） - 滋賀県立神愛高等学校から分離し滋賀県立八日市高等学校（普通部・農業部併設）として設置。
- 1974年（昭和49年） - 農業部を八日市南高等学校として分離。
- 1999年（平成11年） - 中庭「ずんどこどっこいしょ通り｣竣工。
- 2022年（令和4年） - トイレ改装工事。

## 部活動
- 運動部 - 陸上・水泳・バスケットボール・バレーボール・バドミントン・ハンドボール・ソフトテニス・卓球・剣道・野球・サッカー
- 文化部 - 写真・自然科学・文芸・外国語・美術・書道・音楽・吹奏楽・新聞・茶道・華道
- 特別活動部 - 生徒会

## 著名な出身者
- 市田忠義（参議院議員、日本共産党書記局長）
- 武村正義（元衆議院議員・内閣官房長官・蔵相、元滋賀県知事、元自治省官僚）
- 稲葉稔（元滋賀県知事） - 旧制八日市中学校卒
- 沢島忠（映画監督） - 旧制八日市中学校卒
- 出目昌伸（映画監督）
- 塚本邦雄（歌人） - 旧制神崎商業学校卒
- 井村裕夫（元京都大学総長）
- 幸田真音（作家）
- 辻亮一（作家、第23回芥川賞受賞） - 旧制八日市中学校卒
- 姫野カオルコ（作家、第150回直木賞受賞）
- 岡林信康（フォークソング歌手）
- ヤマザキモータース（コメディアン、元ノンキーズほか、旧芸名山崎晋）
- 中川慶一（声優）
- 井狩吉雄（競輪選手）
- 安田峰俊（ノンフィクション作家、第50回大宅壮一ノンフィクション賞受賞）
- 小谷優介（陸上選手）